# Forsstroemia lasioides
Forsstroemia lasioides är en bladmossart som beskrevs av Noguchi 1969. Forsstroemia lasioides ingår i släktet Forsstroemia och familjen Leucodontaceae. Inga underarter finns listade i Catalogue of Life.